# 1970 у хокеї з шайбою
Нижче наведені хокейні події 1970 року у всьому світі.

## Головні події
На чемпіонаті світу в Швеції золоті нагороди здобула збірна СРСР.
У фіналі кубка Стенлі «Бостон Брюїнс» переміг «Сент-Луїс Блюз».

## Національні чемпіони
- Австрія: «Клагенфурт»
- Болгарія: «Металург» (Перник)
- Данія: КСФ (Копенгаген)

- Італія: «Кортіна» (Кортіна-д'Ампеццо)
- Нідерланди: «Ден Босх»
- НДР: «Динамо» (Вайсвассер)
- Норвегія: «Волеренга» (Осло)
- Польща: ГКС (Катовіце)
- Румунія: «Стяуа» (Бухарест)
- СРСР: ЦСКА (Москва)
- Угорщина: «Уйпешт Дожа» (Будапешт)
- Фінляндія: ГІФК (Гельсінкі)
- Франція: «Шамоні» (Шамоні-Мон-Блан)
- ФРН: «Ландсгут»
- Чехословаччина: «Дукла» (Їглава)
- Швейцарія: «Ла-Шо-де-Фон»
- Швеція: «Брюнес» (Євле)
- Югославія: «Акроні» (Єсеніце)

## Переможці міжнародних турнірів
- Кубок європейських чемпіонів: ЦСКА (Москва, СРСР)
- Турнір газети «Известия»: збірна Чехословаччини
- Кубок Шпенглера: СКА (Ленінград, СРСР)
- Кубок Ахерна: ГІФК (Гельсінкі, Фінляндія)
- Кубок Татр: збірна Словаччини
- Турнір газети «Советский спорт»: «Спартак» (Москва)

## Народились
- 23 січня — Ріхард Шмеглик, чеський хокеїст. Олімпійський чемпіон.
- 13 червня — В'ячеслав Буцаєв, російський хокеїст. Олімпійський чемпіон.
- 17 червня — Стефан Фісе, канадський хокеїст. Чемпіон світу.
- 5 грудня — Кевін Голлер, канадський хокеїст.